# Roraimia
Roraimia is een geslacht van zangvogels uit de familie ovenvogels (Furnariidae).

## Soorten
Het geslacht kent de volgende soort:
- Roraimia adusta – Roraimaboomloper